# U-538
 U-538  — немецкая подводная лодка типа IXC/40, времён Второй мировой войны. 
Заказ на постройку субмарины был отдан 10 апреля 1941 года. Лодка была заложена на верфи судостроительной компании «Дойче Верфт АГ» в Гамбурге 18 апреля 1942 года под строительным номером 356, спущена на воду 20 ноября 1942 года, 10 февраля 1943 года под командованием капитан-лейтенанта Йохана-Эгберта Госслера вошла в состав учебной 4-й флотилии. 1 ноября 1943 года вошла в состав 2-й флотилии. Лодка совершила один боевой поход, успехов не достигла. 21 ноября 1943 года лодка была потоплена в Северной Атлантике, к юго-западу от Ирландии, в районе с координатами 45°40′ с. ш. 19°35′ з. д. глубинными бомбами британского фрегата HMS Foley (K 474) и британского шлюпа HMS Crane (U 23). Все 55 членов экипажа погибли. 